# 1213

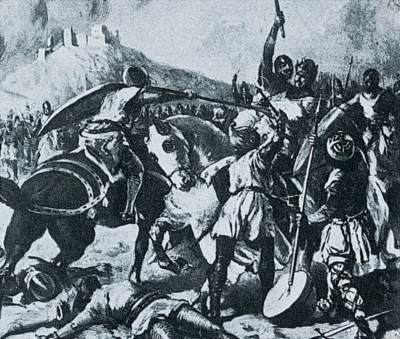
Slag bij Muret

Het jaar 1213 is het 13e jaar in de 13e eeuw volgens de christelijke jaartelling.

## Gebeurtenissen
januari
- 12 - Keizer Otto IV erkent Willem I als graaf van geheel Holland. Ada en haar echtgenoot Lodewijk II van Loon moeten hun aanspraken definitief opgeven.
- januari - Paus Innocentius III verklaart Jan zonder Land afgezet als koning van Engeland.

april
- 22 - Hendrik I van Brabant trouwt met Maria Capet.

mei
- 15 - Koning Jan van Engeland voorkomt een dreigende Franse invasie, door zich aan de paus te onderwerpen. Engeland en Ierland worden pauselijke lenen.
  - De Franse troepen die zich gereed maken voor de invasie van Engeland, treden in plaats daarvan op in Vlaanderen.
- 31 - Slag bij Damme: De Engelsen maken een groot aantal Franse schepen buit in de haven van Damme, en vernietigen een groot aantal meer.

- lente - In de bul Quia maior roept Innocentius III op tot de Vijfde Kruistocht.

juli
- 12 - Gouden Bul van Eger: Frederik II erkent bepaalde rechten van de kerk: Hij zal niet trachten zijn macht in Italië uit te breiden, en heeft geen invloed op bisschopsbenoemingen.

september
- 12 - Slag bij Muret: Peter II van Aragon, op veldtocht in het graafschap Toulouse om graaf Raymond VI te steunen in diens strijd tegen Simon van Montfort en de Albigenzenkruistocht, delft het onderspit en sneuvelt. De troepen van Toulouse moeten hun beleg van Muret opgeven.

oktober
- 13 - slag van Steps: Prins-bisschop Hugo II van Luik en graaf Lodewijk II van Loon verslaan hertog Hendrik I van Brabant in de strijd om de opvolging van graafschap Moha.

zonder datum
- De vesting Monteriggioni wordt gesticht.
- Geertruidenberg krijgt (als eerste plaats in Holland) stadsrechten.
- oudst bekende vermelding: Eupen, Hannuit, Kostroma, Kuttekoven

## Opvolging
- Almohaden - Mohammed an-Nasir opgevolgd door zijn zoon Yusuf al-Mustansir
- Aragon en Barcelona - Peter II opgevolgd door zijn zoon Jacobus I
- patriarch van Constantinopel - Michaël IV Autoreianus opgevolgd door Theodorus II Eirenicus
- Georgië - Tamar opgevolgd door haar zoon George IV Lasja
- Nevers, Auxerre en Tonnerre - Mathilde van Courtenay en haar echtgenoot Hervé IV van Douzy opgevolgd door hun dochter Agnes II van Douzy

## Afbeeldingen

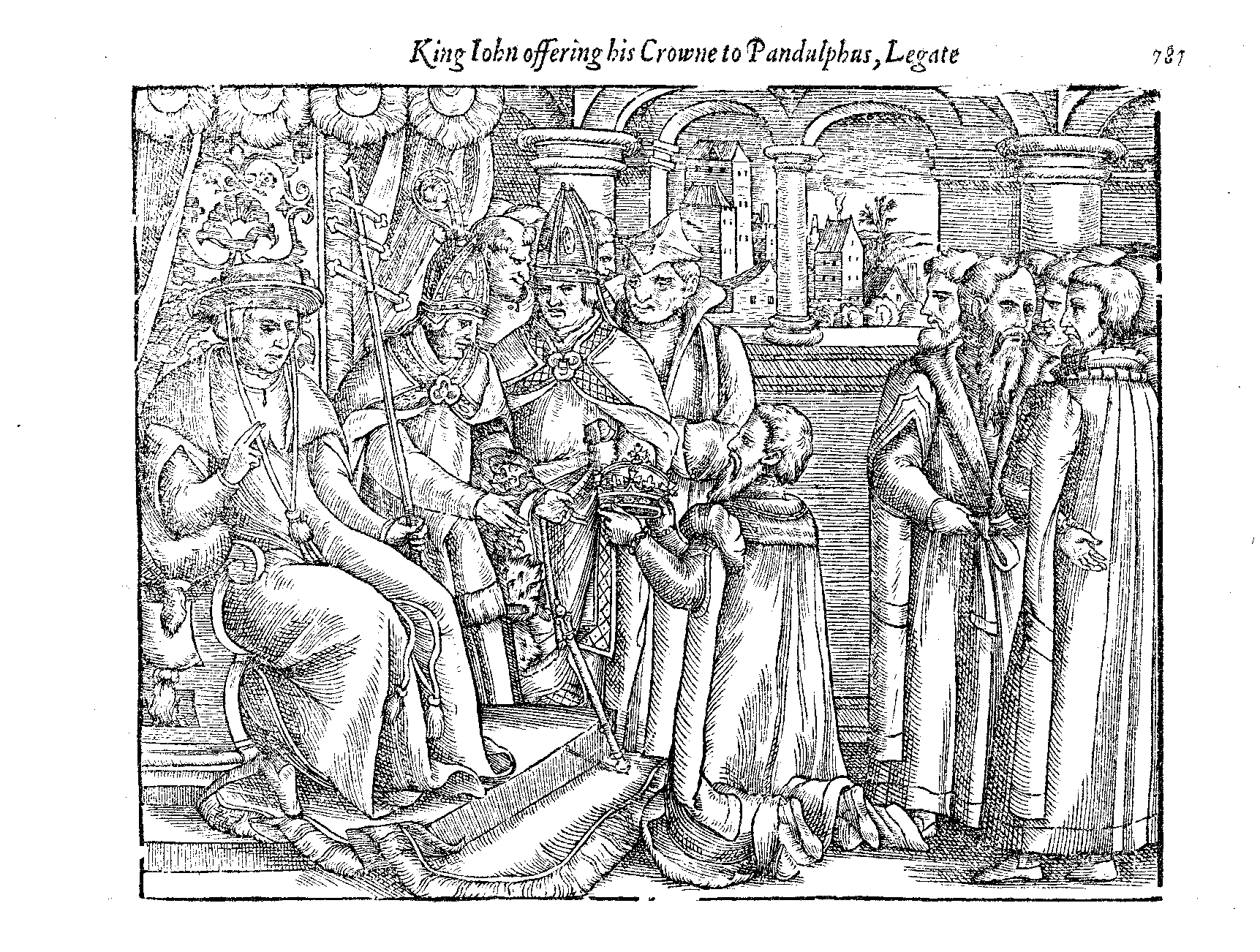
Jan zonder Land biedt zijn kroon aan aan de afgezant van de paus
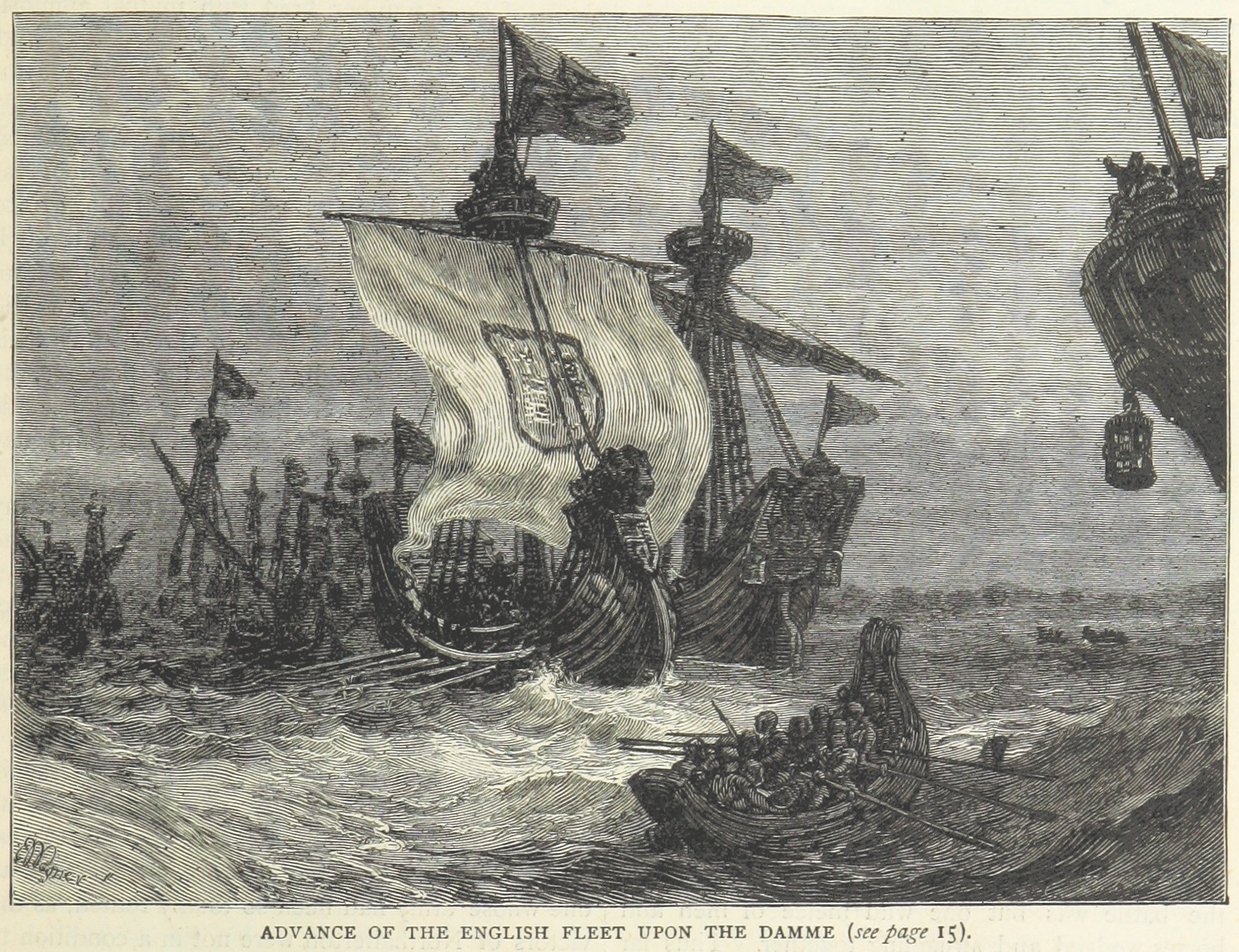
Slag bij Damme

## Geboren
- 9 maart - Hugo IV, hertog van Bourgondië (1218-1272)
- Ibn Said al-Maghribi, Andalusisch dichter en geleerde
- Johan I, markgraaf van Brandenburg (1220-1266) (jaartal bij benadering)

## Overleden
- 18 januari - Tamar, koningin van Georgië (1184-1213)
- 12 april - Gwijde van Thouars, regent van Bretagne
- 18 april - Maria van Montpellier (~30), echtgenote van Peter II van Aragon
- 23 juni - Maria van Oignies (~45), Brabants kluizenaar en mystica
- 12 september - Peter II (~39), koning van Aragon (1198-1213) (gesneuveld)
- 24 september - Gertrudis van Meranië (~28), echtgenote van Andreas II van Hongarije (vermoord)
- 17 december - Johannes van Matha (~53), Frans monasticus
- 25 december - Mohammed an-Nasir, kalief van de Almohaden (1198-1213)

- 10 oktober - Ferry II van Lotharingen